# Tomaspisina fuliginosa
Tomaspisina fuliginosa is een halfvleugelig insect uit de familie schuimcicaden (Cercopidae). De wetenschappelijke naam van deze soort is voor het eerst geldig gepubliceerd in 1950 door Nast.